# Premio Nacional de Urbanismo de Chile
El Premio Nacional de Urbanismo de Chile es otorgado por el Colegio de Arquitectos y el Ministerio de Vivienda y Urbanismo. Creado en 1996 como Premio Honorífico, este reconoce la "trayectoria de arquitectos y otros profesionales chilenos que se hayan destacado por su excelencia, creatividad y aporte trascendente a la calidad de vida de los habitantes de las ciudades de nuestro país”.
Originalmente se entregaba en ceremonia el 8 de noviembre, coincidiendo con el Día Mundial del Urbanismo.

## Requisitos
El premio se entrega a profesionales chilenos, aunque en forma excepcional, podrá otorgarse a un profesional extranjero con un mínimo de diez años de residencia en Chile y cuya obra se haya desarrollado preferentemente en nuestro país. También puede entregarse en forma póstuma.
Es requisito que las nominaciones sean presentadas por una entidad patrocinante: Universidades, Colegios Profesionales, Municipalidades, Gobiernos Regionales, Ministerios o Servicios Públicos, Asociaciones Gremiales u otras instituciones públicas o privadas vinculadas a la disciplina del urbanismo.
Se deberá presentar antecedentes que demuestren que el nominado es merecedor de este reconocimiento, tales como curriculum vitae, material visual y material bibliográfico

## Jurado
El Jurado es presidido por el Ministro de Vivienda y Urbanismo, y participan en él el Presidente de Chile, el presidente del Colegio de Arquitectos de Chile y de la Comisión de Urbanismo de la Cámara Chilena de la Construcción; los Decanos de las Facultades de Arquitectura acreditadas ante el Colegio de Arquitectos de Chile; el último galardonado con el Premio Nacional de Urbanismo; un representante de la Asociación Chilena de Municipalidades y el presidente de la Asociación de Municipios de Chile, y el director del Premio Nacional de Urbanismo (sin derecho a voto).

## Premios Nacionales de Urbanismo
Los ganadores son:
| Año  | Ganador(es)                              | Obras destacadas | Universidad |
| ---- | ---------------------------------------- | --- | ----------- |
| 1971 | Miguel Eyquem Astorga                    | | PUC - PUCV  |
| 1996 | Juan Parrochia Beguin                    | Primer director general de Metro de Santiago (1974-1975) | UCH         |
| 1998 | Ignacio Santa María Santa Cruz           | | PUC         |
| 1999 | Antolín López Medina                     | |             |
| 2003 | Germán Bannen Lay                        | Plan seccional Nueva Providencia (1973-2007) | PUCV        |
| 2010 | Juan Honold Dünner y Pastor Correa Prats | Jefe del Plan Intercomunal Santiago de 1960 (Honold) y Tesis de Título “Ensayo de Planificación del Gran Santiago” (Correa)                                                | UCH         |
| 2014 | Sergio Baeriswyl                         | Plan Regulador Comunal de Concepción (Chile) y Plan de Reconstrucción Urbana del Borde Costero de la Región del Bíobio (Chile)                                             | PUCV        |
| 2022 | Joan MacDonald                           | Subsecretaria de Vivienda y Urbanismo de Chile, coordinadora del primer programa postdictadura del Ministerio de Vivienda y Urbanismo, y especialista en hábitat populares | PUC         |

## Literatura
- Vicuña, Magdalena; Giménez Celis, M. Pilar; Riveros, Patricia (2014). Premio Nacional de Urbanismo : 1971-2014. Ministerio de Vivienda y Urbanismo. ISBN 978-956-9432-10-1. OCLC 957527836. Consultado el 3 de diciembre de 2019.